# 1469
- Wikisource

| Calendário gregoriano                                                        | 1469 MCDLXIX                                         |
| Ab urbe condita                                                              | 2222                                                 |
| Calendário arménio                                                           | 918 – 919                                            |
| Calendário bahá'í                                                            | -375 – -374                                          |
| Calendário budista                                                           | 2013                                                 |
| Calendário chinês                                                            | 4165 – 4166 Início a 13 de janeiro (aproximadamente) |
| Calendário copta                                                             | 1185 – 1186                                          |
| Calendário etíope                                                            | 1461 – 1462                                          |
| Calendários hindus - Vikram Samvat - Calendário nacional indiano - Cáli Iuga | 1524 – 1525 1390 – 1391 4569 – 4570                  |
| Calendário Holoceno                                                          | 11469                                                |
| Calendário islâmico                                                          | 873 – 875                                            |
| Calendário judaico                                                           | 5229 – 5230                                          |
| Calendário persa                                                             | 847 – 848                                            |
| Calendário rúnico                                                            | 1719                                                 |
| Calendário solar tailandês                                                   | 2012                                                 |

1469 (MCDLXIX na numeração romana) foi um ano comum do século XV do Calendário Juliano, da Era de Cristo, a sua letra dominical foi A (52 semanas), teve início a um domingo e terminou também a um domingo.
| Ano completo                    |
| ------------------------------- |
| Ano comum com início ao domingo |

## Eventos
- 26 de julho – Guerra das Rosas – Batalha de Edgecote Moor: Warwick derrota o exército de Eduardo IV de Inglaterra.
- 17 de outubro - Casamento dos reis católicos, Fernando II de Aragão e Isabel I de Castela.
- Aparecimento de La Farce de Maître Pathelin, a primeira comédia francesa.
- Fundação do Hospício de Santa Catarina, ilha da Madeira.
- O Barão de Wareick e o duque de Clarence romperam laços com o rei e decidiram lutar em favor dos Lancaster.

## Nascimentos
- 3 de maio - Nicolau Maquiavel, historiador e teórico político italiano .
- 30 de maio - Rei Manuel I de Portugal.
- Vasco da Gama - navegador português.
- John Fisher - cardeal mártir e santo pela Igreja Católica e pela Igreja Anglicana (m. 1535).